# Daihachi Okamura
Daihachi Okamura (岡村 大八 Okamura Daihachi?), född 15 februari 1997 i Tokyo prefektur, är en japansk fotbollsspelare.
Okamura började sin karriär 2019 i Thespakusatsu Gunma.